# Vallée des Saints
Das Vallée des Saints (bretonisch: Traoñienn ar Sent; deutsch: Tal der Heiligen) ist ein Projekt monumentaler Statuen, das auf dem Hügel Quénéquillec in der Gemeinde Carnoët (Bretagne, Département Côtes-d’Armor) entsteht.

## Idee
Ziel des Projekts ist die Erinnerung an die große Zahl bretonischer Heiliger durch eine Ansammlung großer Granitstatuen, 2,5 bis 7 m hoch, eine Art „bretonische Osterinsel“. Letztendlich sollen Statuen von 1000 Heiligen errichtet werden, die in der Bretagne verehrt werden (nach manchen Quellen soll es 7777 bretonische Heilige geben), wobei nur wenige durch die Römisch-katholische Kirche anerkannt sind. Im Jahr 2022 waren etwa 170 Heiligenfiguren fertiggestellt.

## Geschichte
Der Initiator des Projekts ist Philippe Abjean, Professor für Philosophie, praktizierender Katholik und Bewunderer der naiven Kunst des Facteur Cheval. Die Idee kam ihm im Zusammenhang mit dem tausendfünfhundertjährigen Jubiläum von Paulus Aurelianus am 15. Dezember 1990. Im Juli 2008 gründete er zusammen mit Sébastien Minguy und Philippe Hajas den Verein zur Realisierung des Projekts.
Neun Gemeinden kamen als Standort in Frage; im Oktober 2009 wurde Carnoët ausgewählt. Noch im selben Jahr begann die Arbeit an den Statuen der sieben heiligen Gründerbischöfe der Bretagne: Maclovius (Gründer von Saint-Malo), Samson (Gründer von Dol-de-Bretagne), Briocus (Gründer von Saint-Brieuc), Tugdual (Gründer von Tréguier), Paulus Aurelianus (Gründer von Saint-Pol-de-Léon), Corentin (Gründer vorn Quimper) sowie Paternus (Gründer von Vannes); dazu die Statue von Yves Hélory, dem bretonischen Nationalheiligen. Diese Statuen wurden zunächst in Saint-Pol-de-Léon präsentiert, danach an der historischen Motte Castrale von Saint-Gildas, bevor sie zum Vallée des Saints gebracht wurden. Die offizielle Eröffnung des Vallée des Saints fand am 19. Mai 2012 statt.
Im Jahr 2014 gab es bereits 50 Skulpturen im Vallée des Saints, die hundertste wurde im Juli 2018 errichtet, die zweihundertste ist für 2024 vorgesehen. Das Projekt zieht zahlreiche Besucher an; 2022 waren es um die 320.000, insgesamt bis dahin 2.750.000.

## Künstlerische Vorgaben
Dreimal im Jahr treffen sich Bildhauer vor Ort, um fünf bis sieben Skulpturen anzufertigen. Die Skulpturen müssen mindestens 2,5 m groß sein und ein Gesicht sowie ein Attribut (wie etwa Schlange, Löwe, Fisch oder Drache) des Heiligen gemäß seiner Legende zeigen. Die Arbeiten finden in einem Atelier unter freiem Himmel statt, Besucher sind erlaubt. Die Künstler dürfen den Standort der fertigen Statue selbst aussuchen. Beim Aufstellen zeigt das Gesicht der Skulptur in die Richtung der Wirkungsstätte des Heiligen.

## Finanzierung
Der Eintritt zum Vallée des Saints ist kostenfrei (der Parkplatz ist jedoch gebührenpflichtig). Für jede Statue wird ein Betrag festgelegt (zum Beispiel 15.000 € im Jahr 2017), der durch Mäzene aufgebracht wird; dies können Unternehmen, Vereine oder Einzelpersonen sein. Seit 2016 gibt es einen Fonds, der für die Infrastruktur des Projekts aufkommt. Bis zum Jahr 2022 gab es über 5000 Geldgeber, die mehr als 4,4 Millionen Euro zur Verfügung gestellt haben.